# 9495 Eminescu
A 9495 Eminescu (ideiglenes jelöléssel 4177 T-1) a Naprendszer kisbolygóövében található aszteroida. Cornelis Johannes van Houten, Ingrid van Houten-Groeneveld és Tom Gehrels fedezte fel 1971. március 26-án.
Nevét Mihai Eminescu (1850–1899) román költő után kapta.